# ソン・ソック
ソン・ソック（朝: 손 석구、1983年2月7日 - ）は、韓国の俳優。SBDエンターテインメント所属。

## 略歴
中学2年生の頃、内向的な性格を変えるためにアメリカに留学。幼少期は「映画が友達だった」といい、留学時代もブロックバスターに通い多くの映画を見ていた。
高校時代までミネソタ州に住み、その後シカゴ美術館附属美術大学へ進学。ドキュメンタリーを専攻。
2005年、大学在学中に韓国に戻り兵役に服役。6か月間ザイトゥーン部隊に所属しアルビールに派兵された。その理由として「アメリカに7、8年程いたので初めは軍生活にうまく適応できなかった。韓国語もたどたどしかったため派遣を志願した」と語っている。
除隊後は大学を退学し、当時弟が留学していたカナダのバンクーバーへ移住。バスケットボール選手を目指していた。トレーニングをする中で、練習後の暇な時間を埋めるため演技アカデミーに通い始める。当時「演技が適正に合うと感じた」と語る。
その後ビザの期限が切れた関係で韓国へ戻り、演劇を始める。演劇『愛が燃える』を見ていた『センス8』のキャスティング担当者にオーディションへの参加を提案され、ドラマデビューを果たした。
2019年、大田広域市儒城区の工作機械専門メーカーGOMTの代表理事職を務めていると報道された。ソンの父が前身企業ナムソン精工の代表理事を務めている会社であり、これに対し所属事務所のSBDエンターテインメントは「ソン本人は現在経営には関与しておらず、本業は俳優である」と発表した。2023年現在は代表職を退いている。

## 出演作品

### 映画
- 愛のタリオ（2014年）
- 黒い石（2016年） - 中尉 役
- JTBC2変わった映画祭 結婚式（2017年） - ソンフン 役
- スピード・スクワッド ひき逃げ専門捜査班（2019年） - キ・テホ 役
- 恋愛の抜けたロマンス（2021年） - パク・ウリ 役
- UNFRAMED/アンフレームド「再放送」（2021年） - 助監督 役
- 犯罪都市 THE ROUNDUP（2022年） - カン・ヘサン 役
- ウイルス（2025年）

### ドラマ
- センス8（2017年、Netflix） - ムン 役
- マザー〜無償の愛〜（2018年、tvN） - イ・ソラク 役
- SUITS/スーツ～運命の選択～（2018年、KBS2） - デイビッド・キム 役
- 最高の離婚～Sweet Love～（2018年、KBS2） - イ・ジャンヒョン 役
- サバイバー: 60日間の大統領（2019年、tvN） - チャ・ヨンジン 役
- 恋愛体質〜30歳になれば大丈夫（2019年、JTBC） - キム・サンス 役
- D.P. -脱走兵追跡官-（2021 - 2023年、Netflix） - イム・ジソプ 役
- 智異山～君へのシグナル～（2021年、tvN） - イム・チョルギョン 役
- 私の解放日誌（2022年、JTBC） - ク氏 役
- カジノ（2022年、Disney+） - オ・スンフン 役
- 殺人者のパラドックス（2024年、Netflix） - チャン・ナンガム 役
- 君は天国でも美しい（2025年、Netflix）- ナクジュン 役
- ナインパズル（2025年、Disney+)- キム・ハンセム 役